# Nürtingen (stacja kolejowa)
Nürtingen (niem: Bahnhof Nürtingen) – stacja kolejowa w Nürtingen, w kraju związkowym Badenia-Wirtembergia, w Niemczech. Według DB Station&Service ma kategorię 3. Znajduje się na linii Plochingen – Tübingen oraz jest punktem początkowym linii Nürtingen – Neuffen. 

## Linie kolejowe
- Linia Plochingen – Tübingen
- Linia Nürtingen – Neuffen

## Połączenia

### Dalekobieżne
| Linia | Trasa | Częstotliwość       |
| ----- | --- | ------------------- |
| IC32  | (Berlin Südkreuz – Dortmund – Essen – Duisburg –) Düsseldorf – Köln – Bonn – Koblenz – Mainz – Mannheim – Stuttgart – Plochingen – Nürtingen – Reutlingen – Tübingen | jedna para pociągów |

### Regionalne
| RE R8   | Stuttgart – Bad Cannstatt – Esslingen (Neckar) – Plochingen – Wendlingen (Neckar) – Nürtingen – Metzingen (Württ) – Reutlingen – Tübingen | co 60 min (w godzinach szczytu co 30 min) |
| RB R73  | Plochingen – Wendlingen (Neckar) – Nürtingen – Metzingen (Württ) – Reutlingen – Tübingen – Herrenberg                                     | co 60 min                                 |
| WEG R82 | Nürtingen – Frickenhausen – Neuffen | co 60 min (w godzinach szczytu co 30 min) |